# Kapala (Band)
Kapala ist eine indische War-Metal-Band. Der Name leitet sich von einer Schädelschale ab, die in der hinduistischen wie auch der buddhistischen Tradition rituell verwendet wird. Für die Band steht der Name aber vor allem als Symbol für den Tod.

## Geschichte
Die Musiker treten nach außen nur unter Abkürzungen auf und kommunizieren auch nicht das offizielle Gründungsdatum der Gruppe. Gegründet wurde die Band ursprünglich als Duo von Gitarrist A.T. und Schlagzeuger S., zu diesem Zeitpunkt allerdings noch mit einem anderen Sound. Über gemeinsame Freunde entstand der Kontakt zu V.I., der zuerst als Sänger einstieg und dann auch den Bass übernahm. Daraufhin entstand eigenen Angaben zufolge der typische Stil der Band.
Das Trio veröffentlichte 2017 als ersten Tonträger die EP Infest Cesspool über das deutsche Musiklabel Dunkelheit Produktionen. Zwei Jahre später folgte über denselben Partner das Werk Termination Apex, für dessen Mix und Mastering Martial Opium von der Band Tetragrammacide verantwortlich zeichnete. Im Jahresrhythmus erschienen weitere Aufnahmen der Band: die Split-EP Contamination Alliance mit Chaos Cascade (2020), Anti-Scum Noise Session MMXVIII (2021) und Doomsday Requiem (2022). Das letztgenannte wurde 2021 im Kolkata Inner Order Bunker in Kalkutta aufgenommen, wo M. Opium den Mix und das Pre-Mastering übernahm. Das finale Mastering lag im November 2021 in den Händen von Mario Dahmen im deutschen Musikstudio Liquid Aether Audio. Das Artwork wurde von Qayin Mandala Graphex übernommen.

## Stil und Inhalte
Zur Debütveröffentlichung Infest Cesspool schrieb ein Rezensent von Metal.de, dass die Band „War Metal der US-amerikanisch-kanadischen Sorte“ spiele. Als Referenzen führte er Conqueror, Revenge und Blasphemy an. Von Kapalas deutschem Musiklabel Dunkelheit Produktionen wurden als weitere Inspirationen auch Black Witchery und Goatpenis genannt. Das US-amerikanische E-Zine No Clean Singing beschrieb die Musik als „slaughtering amalgam of death metal and harsh noise“ (deutsch abschlachtende Mischung aus Death Metal und hartem Lärm).
Eigenen Angaben zufolge erhält die Band inhaltliche Inspirationen durch Geschichte und Literatur – hier u. a. 1984 von George Orwell oder Ozymandias von P.B. Shelley – sowie, etwas schwächer, durch Filme wie Apocalypse Now und Full Metal Jacket.

## Diskografie
- 2017: Infest Cesspool (Dunkelheit Produktionen)
- 2019: Termination Apex (Dunkelheit Produktionen)
- 2020: Contamination Alliance (Split-EP mit Chaos Cascade, Dunkelheit Produktionen)
- 2021: Anti-Scum Noise Session MMXVIII (War Vellum)
- 2022: Doomsday Requiem (Dunkelheit Produktionen)